# Micragrotis puncticostata
Micragrotis puncticostata är en fjärilsart som beskrevs av George Francis Hampson 1902. Micragrotis puncticostata ingår i släktet Micragrotis och familjen nattflyn. Inga underarter finns listade i Catalogue of Life.

## Bildgalleri

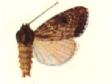